# (4327) Ries
(4327) Ries est un astéroïde de la ceinture principale.

## Description
(4327) Ries est un astéroïde de la ceinture principale. Il fut découvert le 24 mai 1982 à l'Observatoire Palomar par Carolyn S. Shoemaker. Il présente une orbite caractérisée par un demi-grand axe de 2,77 UA, une excentricité de 0,23 et une inclinaison de 16,7° par rapport à l'écliptique.

## Compléments